# Mufidah Abdul Rahman
Mufidah Abdul Rahman (arabe : مفيدة عبد الرحمن ),  née le 20 janvier 1914, morte le 3 septembre 2002, est l'une des premières femmes avocates d'Égypte, connue également pour ses contributions à la reconnaissance des droits des femmes. Elle siège comme députée de 1959 à 1976.

## Biographie
Lorsqu'elle entre à l'université du Caire, alors appelée université du Roi Fouad Ier, pour y étudier le droit en 1935, elle est la première femme mariée à s'y inscrire, et elle devient par la suite la première mère à en sortir diplômée.
Elle cofonde également le National Feminist Party, qui se bat pour le suffrage universel en Égypte. Elle est aussi membre de l’union féministe Bint al-Nil, qui défend les droits des femmes. Elle exerce pendant des années et plaide des centaines d’affaires. Au début des années 1950, elle est choisie pour défendre Doria Shafik au tribunal. Cette militante féministe égyptienne, qui dirige l’organisation féministe Bint al-Nil, est poursuivie pour  avoir réuni secrètement 1500 femmes des deux principaux groupements féministes d'Egypte (Bint Al-Nil et l'Union féministe égyptienne), et organisé une marche interrompant les travaux du parlement pendant quatre heures, afin de faire entendre une série de revendications principalement liées aux droits socio-économiques des femmes. Lorsque l'affaire  passe en jugement, le juge ajourne l'audience pour une durée indéterminée,.  Cinq ans plus tard, en 1956, les femmes égyptiennes obtiennent le droit de vote.
Durant ces années 1950, elle plaide également comme avocate de la défense dans des procès politiques célèbres concernant un groupe accusé de conspiration contre l'État. En 1959, elle devient députée de Ghouriya et d'Ezbekiya (districts du Caire). Elle reste députée pendant dix-sept années consécutives.
Elle a été la seule femme à participer aux travaux du Comité pour la modification des lois sur le statut des musulmans qui commence dans les années 1960.
Elle est également membre du conseil d'administration de la banque Al-Gomhouriya, du barreau, du conseil des unions universitaires, de la conférence nationale de l'Union socialiste, de l'Union nationale et du conseil de l'autorité postale. Elle cofonde la Women of Islam Society, dont elle est la présidente pendant plusieurs années. Elle meurt le 3 septembre 2002.

## Hommage
Le 20 janvier 2020, Google célèbre le 106e anniversaire de sa naissance avec un doodle. 